# Mount Rees, Östantarktis
Mount Rees är ett berg i Antarktis. Det ligger i Östantarktis. Nya Zeeland gör anspråk på området. Toppen på Mount Rees är 2 249 meter över havet, eller 584 meter över den omgivande terrängen. Bredden vid basen är 7,4 km.
Terrängen runt Mount Rees är huvudsakligen kuperad, men söderut är den bergig. Trakten är obefolkad. Det finns inga samhällen i närheten.